# Imi Mqourn
Imi Mqourn (en àrab إمي مقورن, Imī Mqūrn; en amazic ⵉⵎⵉ ⵎⵇⵓⵔⵏ) és una comuna rural de la província de Chtouka-Aït Baha, a la regió de Souss-Massa, al Marroc. Segons el cens de 2014 tenia una població total de 10.748 persones.